# Río Inauen
El río Inauen es un río del norte de Marruecos, afluente del Sebú. Forma un valle que separa las montañas del Rif de las del Atlas Medio.
El río adquiere este nombre tras la confluencia de otros dos cursos de agua, de los ríos Boulejraf y Larbá. Esta confluencia tiene lugar muy cerca de la ciudad de Taza, desde la cual el curso de agua discurre en dirección oeste. El Inauen cuenta con uno de los embalses más grandes del país, el Embalse Idris I. Finalmente, unos 20 km al norte de la ciudad de Fez, desemboca en las aguas del Sebú, el río más caudaloso de Marruecos.
Cuenta con algunos afluentes importantes, como el Lahdar, el Leben y el Zireg.
- Datos: Q3358026